# Józefka
Józefka [pronunciación en polaco: /juˈzɛfka/] es un pueblo ubicado en el distrito administrativo de Gmina Warta, dentro del condado de Sieradz, Voivodato de Łódź, en el centro de Polonia.